# Beyond the Boundary
Beyond the Boundary (境界の彼方, Kyōkai no kanata, littéralement « Au-delà de la limite ») est une série de light novels écrite par Nagomu Torii et illustrée par Tomoyo Kamoi. Elle est publiée par Kyoto Animation de juin 2012 à décembre 2013 et compte trois volumes. Une adaptation en série télévisée d'animation produite par Kyoto Animation a été diffusée entre octobre et décembre 2013 sur Tokyo MX. Un OAV est paru en juillet 2014 et deux films d'animation sont sortis en 2015.

## Synopsis
Akihito Kanbara est un adolescent, fruit d'une union entre une humaine et un Yomu.
Un jour, il voit une personne sur le toit de l'établissement scolaire, qui semble vouloir mettre fin à ses jours. Elle avouera être Mirai Kuriyama, la dernière héritière d'un pouvoir craint par les Yomu, celui de pouvoir manipuler le sang afin d'en faire des armes capables de détruire absolument tout. Cependant, elle est incapable de détruire les Yomus à cause d'un incident survenu dans le passé. De ce fait, Akihito décida alors d'apporter un soutien à Mirai afin qu'elle surmonte son traumatisme.

## Personnages

### Personnages principaux
- Akihito Kanbara (神原 秋人, Kanbara Akihito?)

Akihito est un jeune lycéen âgé d’une quinzaine d'années. Passionné pour la littérature, il est un membre actif du club de littérature de son lycée. Différent des autres jeunes hommes de son âge, Akihito est à la fois mi-humain et mi-Yomu, une sorte d'esprit maléfique. Cette fascinante nature lui permet de posséder l’incroyable faculté de régénérer instantanément ses cellules, le rendant ainsi immortel. C'est de ce personnage qu'est tiré le nom de Kyōkai no Kanata qui signifie "Au-delà de la Frontière". Au fur et à mesure de l’anime, il développera des sentiments pour Mirai.
- Mirai Kuriyama (栗山 未来, Kuriyama Mirai?)

C'est une fille très timide et très maladroite qui est scolarisée dans le même établissement que Akihito et elle désire mettre fin à ses jours pour une obscure raison. Il s'avère finalement qu'à l’instar d'Akihito, elle possède également un étrange pouvoir spirituel. En effet, Mirai détient la surprenante faculté de manipuler le sang à sa guise comme en créer une épée sanguine par exemple, un pouvoir qui a été jugé particulièrement dangereux et néfaste par les hautes instances du monde des esprits. Malgré sa néfaste volonté, elle finira par petit-à-petit rejeter sa décision pour ses sentiments envers ses amis et principalement Akihito. Elle a une phrase fétiche qu'elle sort à chaque situation gênante : "c'est désagréable" (Fuyukai desu).
- Mitsuki Nase (名瀬 美月, Nase Mitsuki?)

Sœur cadette de Hiroomi et de Izumi, elle est assez cynique mais a un grand côté attachant surtout envers Mirai. Sa famille et elle font partie du clan Nase, des chasseurs de Yomu, dont leur capacité spéciale est de créer des barrières glacées.
- Hiroomi Nase (名瀬 博臣, Nase Hiroomi?)

Frère ainé de Mitsuki et petit-frère d'Izumi, il est plutôt du genre pervers et aime plus que tout sa sœur cadette, son amour en est même étouffant. C'est également le meilleur ami de Akihito (il surnomme ce dernier Akkey) et un membre du clan Nase. Il est aussi le futur successeur de la famille et ne se sépare jamais de son écharpe carrelée magique.

### Personnages secondaires
- Shizuku Ninomiya (二ノ宮 雫, Ninomiya Shizuku?)

Surnommée Nino, est une brillante chasseuse d'esprits, et également professeur dans l'établissement où sont scolarisés Akihito et Mirai.
- Yayoi Kanbara (神原 弥生, Kanbara Yayoi?)

C'est la mère de Akihito Kanbara, surnommée "il lui manque un ou deux boulons", elle est du genre hystérique et immature mais aussi sérieuse.
- Izumi Nase (名瀬 泉, Nase Izumi?)

Sœur ainée de Mitsuki et Hiroomi, elle est très froide et mystérieuse mais peut être aussi affectueuse. Chasseuse d'esprits et successeure de la famille Nase, elle possède un long bâton comme arme.
- Maya Minegishi (峰岸 舞耶, Minegishi Maya?)

- Yū Mashiro (真城 優斗, Mashiro Yū?)

- Miroku Fujima (藤真 弥勒, Fujima Miroku?)

C'est l'un des personnages les plus mystérieux de l'histoire. C'est un savant fou qui a introduit dans l'organisme d'Izumi, par le biais de son œil un Yomu faisant ressortir la part d'obscurité de chaque personne, lui faisant faire contre son gré des choses atroces. En effet, il apparaît la première fois en tant qu'allié du clan Nase, dirigé par Izumi Nase, puis, on remarque peu à peu une certaine aversion de Hiroomi à l'égard de ce personnage. On apprend bien plus tard, dans le deuxième Film d'animation Beyond the Boundary I'll be here: Mirai-hen, que cet homme est un ennemi et est également un "ami" de longue date de Izumi Nase.
- Ukyo Kusunoki (楠木 右京, Kusunoki Ukyo?)

- Kikyō Nagamizu (永水 桔梗, Nagamizu Kikyō?)

- Ayaka Shindō (新堂 彩華, Shindō Ayaka?)

Mère de Ai Shindō, elle est une ombre onirique de type chat mais a une apparence humaine. Elle possède une salle de thé et un studio de photos comme couverture pour faire un commerce de pierres oniriques (ce qui reste après avoir tué une ombre).
- Ai Shindō (新堂 愛, Shindō Ai?)

C'est la fille de Ayaka Shindō. C'est une ombre onirique de type chat mais a une apparence humaine. Ai est une idole dans le monde des otaku.
- Yui Inami (伊波 唯, Inami Yui?)

Amie d'enfance de Mirai. Mirai a dû la tuer à la suite d'un accident, qui chamboulera ensuite la vie de la jeune fille.
- Sakura Inami (伊波 桜, Inami Sakura?)

Amie d'enfance de Mirai, elle détestera celle-ci à la suite de ce qui est arrivé à sa sœur aînée Yui au point de vouloir la tuer pour venger cette dernière. Assistée de Miroku, elle ira affronter Mirai et aider ce dernier mais finalement elle deviendra l'amie de cette dernière. Elle possède une faux, dont est accroché un grelot, capable d'absorber l'essence des esprits.
- Iori Ichinomiya (一ノ宮 庵, Ichinomiya Iori?)

- Kana Shinozaki (篠崎 夏菜, Shinozaki Kana?)

## Light novel
La série Beyond the Boundary est écrite par Nagomu Torii avec des illustrations de Tomoyo Kamoi. En 2011, elle remporte une mention honorable lors de la récompense Kyoto Animation Award. Le studio Kyoto Animation publie alors la série en volume relié depuis le 9 juin 2012 et a édité trois tomes au 2 octobre 2013,.

## Anime

### Série télévisée
L'adaptation en anime a été annoncée en avril 2013. Elle est produite par le studio Kyoto Animation et elle est réalisée par Taichi Ishidate, le scénario est fait par Jukki Hanada et la musique fait par Hikaru Nanase,. La série animée est diffusée initialement du 2 octobre au 18 décembre 2013. Dans les pays francophones, elle est diffusée en simulcast par Anime Digital Network et à la télévision sur Mangas.

#### Liste des épisodes
| No | Titre français       | Titre japonais       | Titre japonais  | Date de 1re diffusion |
| No | Titre français       | Kanji                | Rōmaji          | Date de 1re diffusion |
| -- | -------------------- | -------------------- | --------------- | --------------------- |
| 1  | Carmin               | カーマイン           | Kāmain          | 2 octobre 2013        |
| 2  | Outremer             | 群青                 | Gunjō           | 9 octobre 2013        |
| 3  | Violet clair de lune | ムーンライトパープル | Mūnraito Pāpuru | 16 octobre 2013       |
| 4  | Orange               | 橙                   | Daidai          | 23 octobre 2013       |
| 5  | Lumière vert-jaune   | 萌黄の灯             | Moegi no Akari  | 30 octobre 2013       |
| 6  | Rose vif             | ショッキングピンク   | Shokkingu Pinku | 6 novembre 2013       |
| 7  | Couleur nuageuse     | 曇色                 | Donshoku        | 13 novembre 2013      |
| 8  | L'accalmie dorée     | 凪黄金               | Nagi Ōgon       | 20 novembre 2013      |
| 9  | Glaçons argentés     | 銀竹                 | Ginchiku        | 27 novembre 2013      |
| 10 | Un Monde blanc       | 白の世界             | Shiro no Sekai  | 4 décembre 2013       |
| 11 | Un Monde noir        | 黒の世界             | Kuro no Sekai   | 11 décembre 2013      |
| 12 | Un Monde gris        | 灰色の世界           | Haiiro no Sekai | 18 décembre 2013      |

#### Musique
| Générique | Épisodes | Début            | Début          | Fin   | Fin                    |
| Générique | Épisodes | Titre            | Artiste        | Titre | Artiste                |
| --------- | -------- | ---------------- | -------------- | ----- | ---------------------- |
| 1         | 1 – 12   | Kyōkai no Kanata | Minori Chihara | Daisy | STEREO DIVE FOUNDATION |

### OAV
Trois épisodes courts bonus intitulés Idol Trial ont été publiés sur Internet entre le 18 novembre et le 16 décembre 2013,. Deux autres épisodes sont commercialisées le 2 juillet 2014 avec le septième coffret Blu-ray au Japon, tout comme un épisode 0 inédit intitulé Shinnome (Daybreak),.

### Film

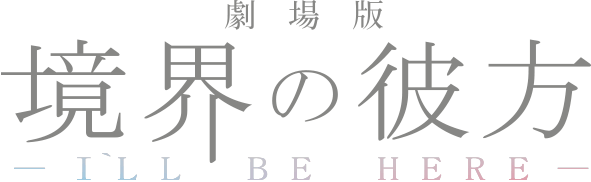
Logo original du film d'animation

La production d'un film d'animation a été annoncée en juillet 2014 pour une sortie en 2015. Le film, intitulé I'll Be Here, est divisé en deux parties : la première, Kako-hen, sort le 14 mars 2015 au Japon et propose un condensé des épisodes de la série télévisée du point de vue de Mirai Kuriyama, tandis que la seconde, Mirai-hen, sort le 25 avril 2015 et raconte une histoire inédite se déroulant après la série télévisée.

### Doublage
| Personnages     | Voix japonaises  |
| --------------- | ---------------- |
| Akihito Kanbara | Kenn             |
| Mirai Kuriyama  | Risa Taneda      |
| Mitsuki Nase    | Minori Chihara   |
| Hiroomi Nase    | Tatsuhisa Suzuki |
| Izumi Nase      | Ayako Kawasumi   |
| Miroku Fujima   | Mayasa Matsukaze |
| Sakura Inami    | Moe Toyota       |
| Ayaka Shindo    | Naomi Shindoh    |
| Ai Shindo       | Yuri Yamaoka     |
| Yui Inami       | Sayuri Yahagi    |